# Tamarillo
Die Tamarillo oder Baumtomate (Solanum betaceum, Syn.: Cyphomandra betacea (Cav.) Sendtn.) ist eine Art aus der Gattung der Nachtschatten. Bekannt ist die Tamarillo vor allem durch die kleine, eiförmige rote oder gelbe Frucht, derentwegen sie kultiviert wird.

## Beschreibung

### Habitus
Tamarillo sind kleine, zwei bis sieben Meter hohe, immergrüne Bäume, deren Stämme dicht mit unverzweigten, drüsigen und undrüsigen Trichomen behaart sind. Der Stamm verzweigt sympodial nach meist vier, seltener auch nach drei Blattansätzen.
Die papierartigen Laubblätter mit starkem Geruch stehen an 3 bis 25 cm langen Blattstielen, die Länge der Blätter kann der Breite entsprechen oder bis zum 1,5-fachen reichen, die Größe liegt dabei im Bereich von 7 bis 40 × 6 bis 35 cm. Die Form der Blätter ist eiförmig, an der Basis herzförmig bis geöhrt, so dass 1,5 bis 6 cm lange Lappen entstehen. Die Blattspitze ist zugespitzt, der Rand ist ganzrandig. Die Behaarung der Blätter ist auf der achszugewandten (adaxialen) Seite spärlicher als auf der achsabgewandten (abaxialen) Seite, nur an den Blattadern und am Blattstiel ist auch hier die Behaarung dichter. Die Wurzeln dringen nicht sehr weit ins Erdreich ein (Flachwurzler).

### Blütenstände und Blüten

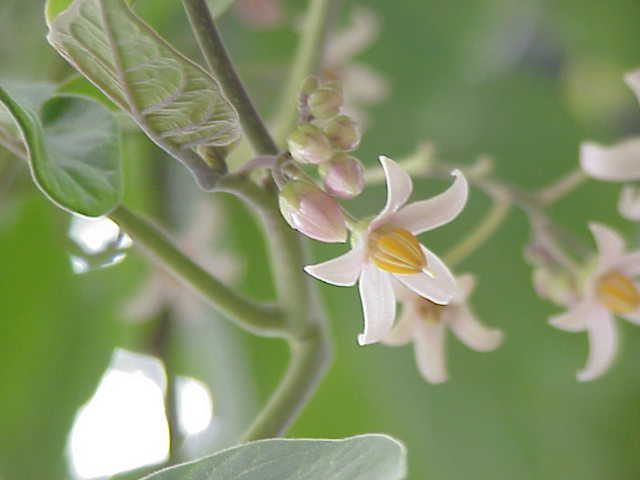
Blütenstand einer Tamarillo

Die verzweigten oder unverzweigten, lockeren und hängenden Blütenstände sind 2,5 bis 15 cm lang und bestehen aus zehn bis 50 zwittrigen Blüten, sie sind leicht bis stark behaart. Der Blütenstandsstiel hat eine Länge von 1,5 bis 9 cm, die Spindel ist 2 bis 8 cm lang und die leicht haarigen Blütenstiele haben während der Blüte eine Länge von 10 bis 20 mm, werden bei Fruchtreife zwischen 15 und 50 mm lang und stehen etwa 3 bis 10 mm auseinander. Knapp oberhalb der Basis sind die Blütenstiele deutlich unterteilt (Gelenk), so dass das kurze Stück nur eine Länge von 1 bis 3 mm besitzt.
Die fünfzähligen, duftenden Blüten entwickeln sich zunächst als ellipsoide bis eiförmige Knospen mit stumpfer bis zugespitzter Spitze. In der Blüte besitzt der mehr oder weniger behaarte, drüsige, becherförmige und kleine, grüne Kelch einen Radius von 3 bis 5 mm, die dreieckigen Kelchlappen sind 1 bis 2 × 2 bis 3 mm groß, fleischig, stumpf bis abgeschnitten, an der Spitze zugespitzt. Die Blütenkrone ist rosa-weißlich, dicklich bis fleischig, hat einen Durchmesser von 2 bis 2,5 cm. Die kurze Kronröhre ist etwa 2 bis 3 mm lang, die sich an der Kronröhre anschließenden, zurückgelegten Kronlappen sind eilanzettlich, unbehaart und am Rand filzig, an der Basis 2,5 bis 4 mm breit und 7 bis 12 mm lang. Die fünf kurzen Staubblätter besitzen lange Antheren und kurze Staubfäden.
Die Theken der blassgelben und engstehenden, aufrechten Antheren, sind jeweils etwa 5 bis 6 × 2 bis 2,5 mm lang und lanzettlich. Sie öffnen sich durch Poren, die adaxial (der Achse zugewandt) und distal (am Ende der Anthere) liegen. Der Konnektiv genannte, sterile Mittelteil der Anthere ist dick und gelb-orange, 4,5 bis 5 × 1 bis 2 mm lang und dreieckig. Es ist auf der abaxialen (achsabgewandten) Seite etwas kürzer als die Spitzen der Theka, an der Basis sind beide in etwa gleich lang oder die Theken sind etwas länger, an der adaxialen (achszugewandten) Seite fehlt das Konnektiv. Die Pollenkörner sind oval und dreilappig, besitzen eine körnige Oberfläche und weisen eine Vielzahl feiner Stachel auf. Der oberständige, zweikammerige Fruchtknoten ist unbehaart, der Griffel ist ebenfalls kahl, rund und 5 bis 6 × 0,5 bis 1 mm groß und steht damit etwa 1 bis 2,5 mm über die Staubblätter hinaus. Die Narbe ist kopfig und es ist ein kleiner Diskus vorhanden.
Die Blütenkronen öffnen sich meist gegen Mittag, gegen Abend umhüllen die Kronblätter wieder die Antheren und den Griffel, was dann für weitere zwei bis drei Tage wiederholt wird, bis die Blüte sich letztmals schließt. Befruchtete Blüten beenden diesen Zyklus meist etwas eher als unbefruchtete. Das Aufspringen der Antheren geschieht spätestens gleichzeitig mit dem Öffnen der Blütenkronen, meist etwas eher. Dabei wird der Pollen nicht sofort freigegeben, sondern bei Berührung oder Druck durch eine Pore an der Spitze der Anthere in einer Pollenwolke abgesondert. Die Befruchtungswahrscheinlichkeit des Griffels steigt wenige Tage vor dem Öffnen der Blüte an und nimmt dann ab dem ersten Tag nach dem ersten Öffnen der Blüte innerhalb von fünf bis acht Tagen ab.
Über die Bestäubungsstrategie und die ursprünglichen Bestäuber der Art ist bisher wenig bekannt, es wird vermutet, dass es sich bei Solanum becateum um eine Pflanze mit „Pollenblüten“ handelt, nicht wie bei anderen nahe verwandten Arten um „Parfümblüten“, die vor allem von männlichen Bienen des Tribus Euglossini wegen der von der Blüte abgesonderten Duftstoffe besucht werden. Beobachtungen über Bestäuber gibt es von kultivierten Exemplaren aus Neuseeland, wo die Westliche Honigbiene (Apis mellifera), die Dunkle Erdhummel (Bombus terrestris) sowie die Gartenhummel (Bombus hortorum) die Blüten besuchen.

### Früchte

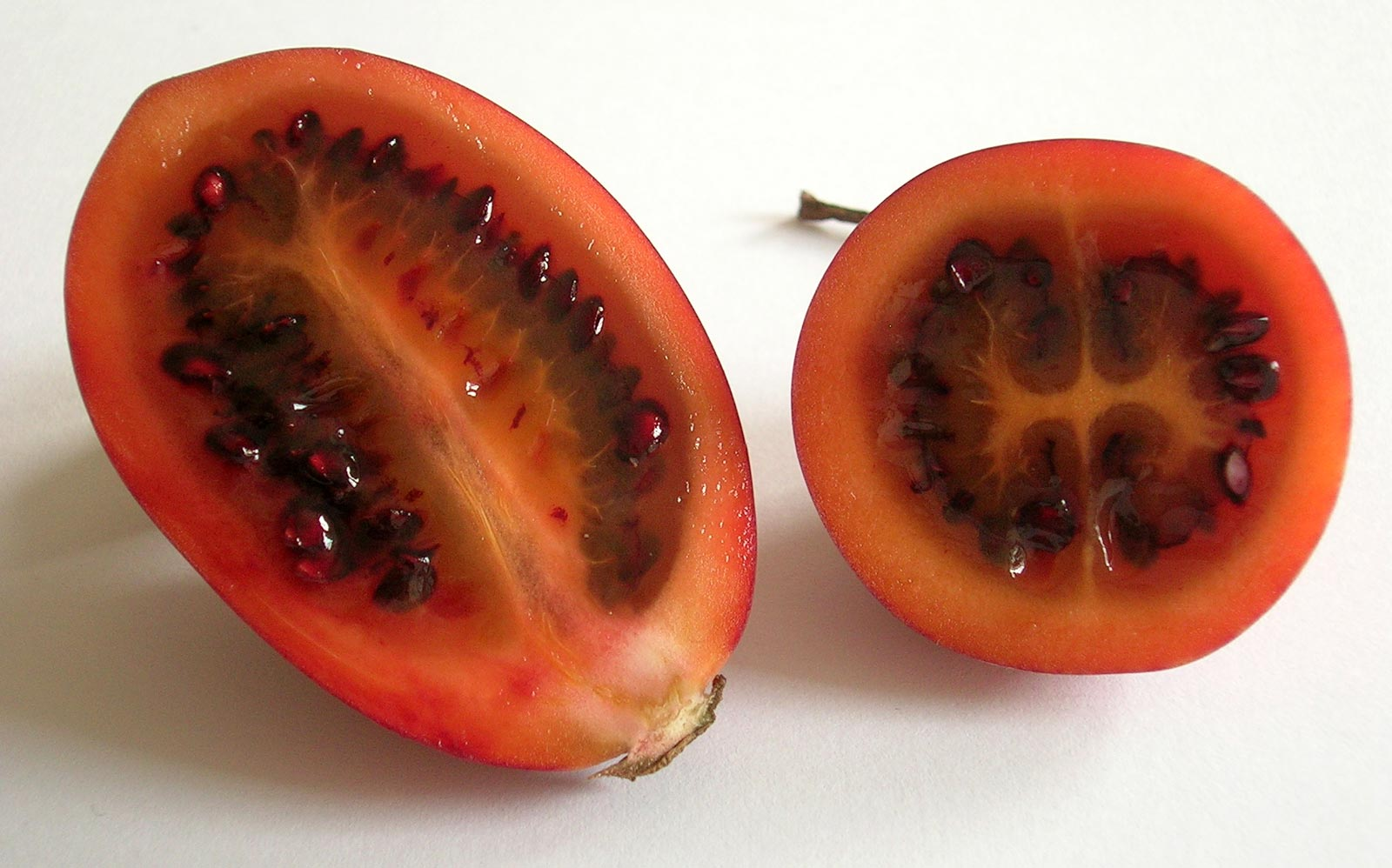
Tamarillo aufgeschnitten

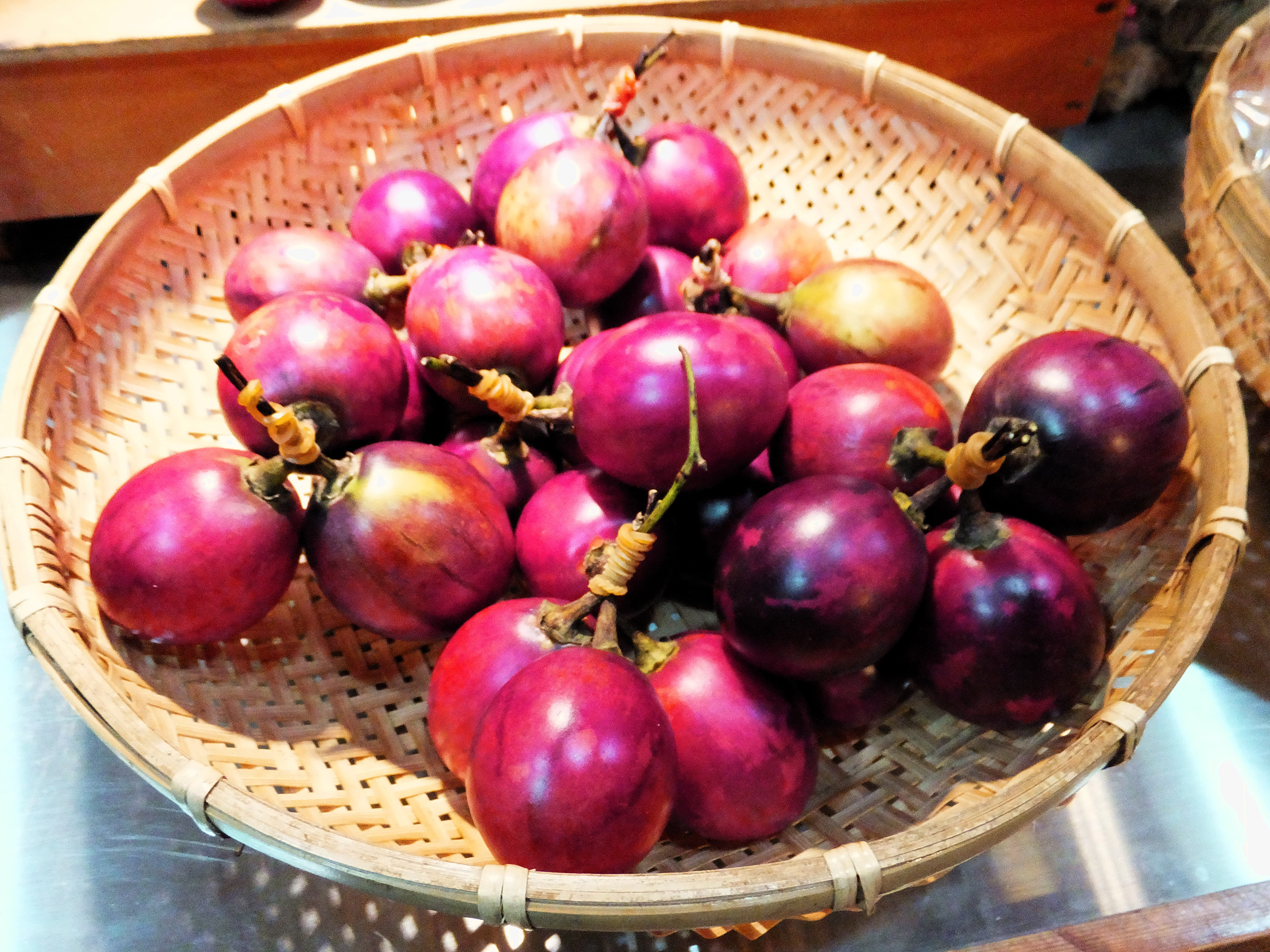
Tamarillos

Die gelben bis orangefarbenen, roten oder violetten, etwas matten Früchte sind zweikammerige, feste Beeren (Panzerbeere) mit einer Größe von 4 bis 10 × 3 bis 5 cm, sind ellipsoid oder eiförmig und besitzen eine abgerundete bis spitzere Spitze. Ihnen haftet der beständige Kelch an und sie weisen oftmals dunklere Streifen oder Flecken auf, sie sind kahl und mit einigen Steinzellen durchsetzt. In ihnen befinden sich viele abgeflachte, rundliche, teils fein weißlich behaarte, hell- bis rotbraune und harte, teils knapp geflügelte Samen, mit einer Größe von etwa 3 bis 4 mm. Die Samen liegen in einer wässrigen Mucilage, das sukkulente Fruchtfleisch, die Pulpe, ist relativ dünn.
Tamarillobäume haben eine Lebenserwartung von bis etwa 12 Jahren, die erste Blüte entsteht in der ersten Verzweigung des Sprosses in etwa 1 bis 1,5 m Höhe in einem Alter von acht bis zehn Monaten.

## Vorkommen und Habitat
Lange Zeit waren keine wildwachsenden Populationen der Tamarillo bekannt, seit Ende der 1960er Jahre berichteten einzelne Botaniker jedoch von Populationen, die wild im Süden Boliviens und den gegenüberliegenden Regionen des nordwestlichen Argentiniens vorkommen sollen. Einige botanische Expeditionen, die zwischen 1998 und 2000 stattfanden, konnten belegen, dass es sich aller Wahrscheinlichkeit nach bei diesen Populationen um wildwachsende Exemplare der Art handelt und nicht um verwilderte, ursprünglich kultivierte Pflanzen. Morphologisch bestehen keine Unterschiede zwischen den wilden und kultivierten Exemplaren der Art, was auf eine noch nicht lange zurückliegende Kultivierung hinweist, wahrscheinlich um den Zeitpunkt des Eintreffens Christoph Kolumbus’ in Amerika.
Tamarillo wachsen am besten in Gebieten mit Temperaturen zwischen 18 und 22 °C, die eine jährliche Niederschlagsmenge von 600 bis 800 mm aufweisen. Dies entspricht in etwa den klimatischen Bedingungen, wie sie in den Anden in einer Höhe zwischen 1800 und 2000 m vorkommen. Bei kurzen Frösten sterben jüngere Zweige und Blätter der Pflanze ab, hält der Frost jedoch nicht über längere Zeit an, überleben die stärkeren Äste und der Hauptstamm der Pflanze. Zu hohe Temperaturen und längere Trockenperioden beeinträchtigen den Blüten- und Fruchtansatz.

## Systematik
Molekularbiologischen Untersuchungen zufolge wird die Art innerhalb der Gattung Nachtschatten (Solanum) in die sogenannte „Cyphomandra-Klade“ eingeordnet. Sie enthält neben den Arten der ehemaligen Gattung Cyphomandra die Solanum-Sektionen Pachyphylla, Cyphomandropsis und Glaucophyllum. Merkmale, die alle Arten innerhalb der Cyphomandra-Klade gemein haben, sind der verholzende, strauchige oder baumartige Habitus und oftmals vergrößerte, beziehungsweise deutlich ausgeprägte Antheren-Konnektive oder Antherenunterseiten. Bisher wurde ebenfalls bei allen untersuchten Arten auffällig große Chromosomen festgestellt. Die Beziehungen zu anderen Kladen innerhalb der Gattung ist bisher noch ungeklärt.

## Kultivierung und Verwendung

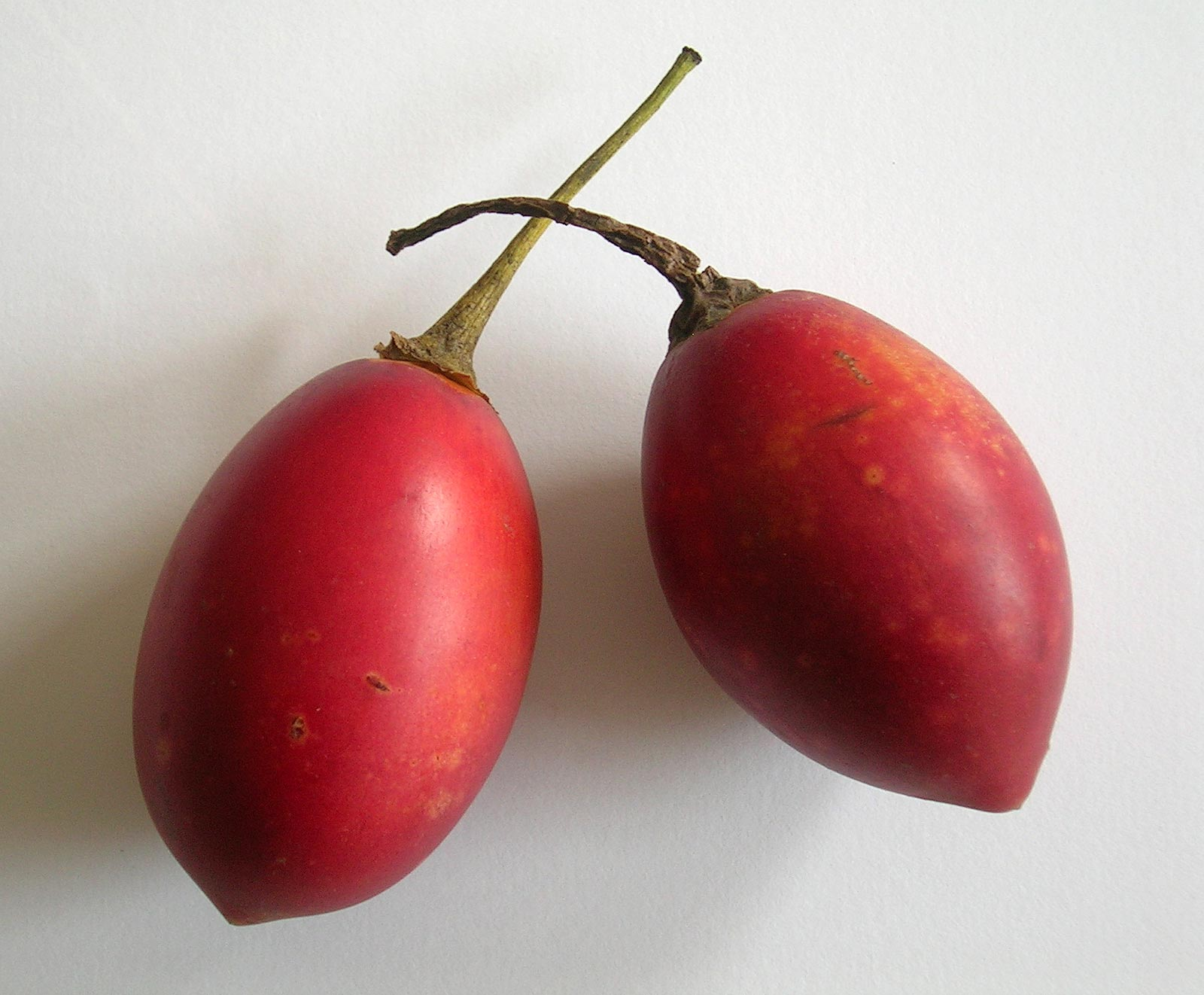
Tamarillo-Früchte

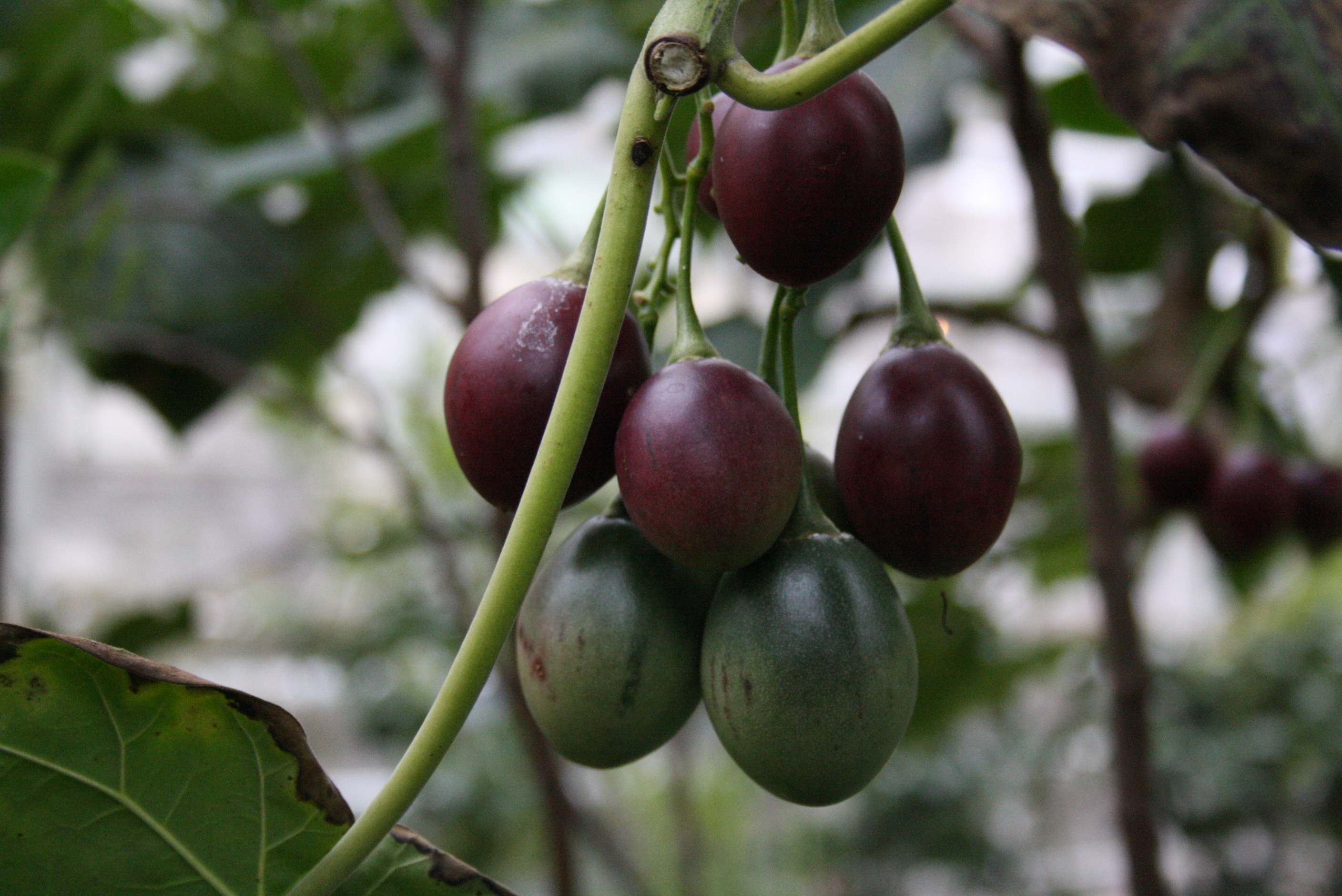
Tamarillo-Früchte am Baum

Obwohl die Ursprünge der Art im Süden Boliviens und Nordwesten Argentiniens liegen, liegt das Hauptverbreitungsgebiet heute im Nordwesten Südamerikas (z. B. Kolumbien). Eingeführt wurde die Pflanze in Mittelamerika, Mexiko und der Karibik. Kommerzielles Hauptanbaugebiet ist jedoch Neuseeland, wo auch Züchtungen und Kreuzungen mit nahe verwandten Arten wie Solanum maternum, Solanum roseum und Solanum unilobum vorgenommen werden. 1993 wurden in Neuseeland etwa 200 Hektar Land zur Kultivierung von Tamarillos genutzt, von denen etwa 2000 Tonnen Früchte geerntet werden konnten. 87 % der neuseeländischen Exporte gingen in die USA.
Weiterhin wird die Tamarillo in Spanien, Portugal, Frankreich, Großbritannien, den Niederlanden, Italien, auf den Kanaren, in Ghana, Äthiopien, DR Kongo, Uganda, Tansania, Simbabwe, Südafrika, Indien, Sri Lanka, Bhutan, Sumatra, Java, Neuguinea, Neukaledonien, Australien und in den USA angebaut.
Die Früchte werden vor allem in Lateinamerika im rohen und gekochten Zustand gegessen, wobei jedoch die äußere Haut einen unangenehmen Geschmack aufweisen und etwas fest sein kann. Die äußere Schicht des saftigen Fruchtfleisches kann etwas fad und geschmacklos sein, aber das innere Fruchtfleisch, das die ebenfalls essbaren Samen umhüllt, ist weich, saftig und süßherb.
Neben der Verwendung als Obst, bei der die Tamarillo halbiert und gezuckert mit einem Löffel gegessen werden kann, sind weitere Verwendungsmöglichkeiten verbreitet: Als Füllung oder Beilage zu Fleisch, als Saft, in Brotaufstrichen und verschiedenen Süßspeisen, als Marmelade oder in Chutneys. Der Fruchtsaft wird auf Madeira (Portugal) inzwischen auch zur Herstellung vom traditionellen Poncha verwendet.
Die Früchte bestehen zu 82,7 bis 87,8 % aus Wasser, etwa 1,5 % Eiweiß, 10,3 % Kohlenhydraten und 0,06 bis 1,28 % Fett. Sie enthalten zudem die Vitamine A, B6, C und E sowie Eisen, Magnesium und Calcium als Spurenelemente sowie Ballaststoffe.
Die Blätter der Pflanze werden in der ecuadorianischen Volksmedizin als Mittel gegen Halsschmerzen verwendet.

## Etymologie
Die Früchte werden meistens tomate de árbol (spanisch), tomate de árvore (portugiesisch) oder tree tomato (englisch) genannt, was dem deutschen Begriff „Baumtomate“ entspricht. Der Begriff „Tamarillo“ wurde mit der Kultivierung in Neuseeland eingeführt, hat selbst jedoch keine weitere Bedeutung.
Das Art-Epitheton betaceum leitet sich vom lateinischen betaceus ab, was im Spätlatein der Name der Roten Bete (Beta vulgaris) war und sich hier auf die Farbe der Früchte bezieht. Der ehemalige Gattungsname Cyphomandra leitet sich vom griechischen kyphoma (Buckel, Höcker) und aner (Genitiv andros) ab und weist auf das verdickte Konnektiv der männlichen Blütenorgane (Antheren) hin.

## Botanische Geschichte
Die Art wurde 1799 erstmals durch Antonio José Cavanilles als Solanum betaceum beschrieben. 1845 transferierte Otto Sendtner die Art in eine eigene Gattung namens Cyphomandra, in die zuletzt etwa 40 Arten eingeordnet wurden.
Erst 1995 wurde die Gattung durch Lynn Bohs wieder mit den Nachtschatten (Solanum) vereint, was zunächst vor allem durch morphologisch arbeitende Botaniker nicht anerkannt wurde. Inzwischen wurde die Wiedereingliederung durch verschiedene molekularbiologische Arbeiten bestätigt und wird allgemein anerkannt.